# Saccharum sikkimense
Saccharum sikkimense är en gräsart som först beskrevs av Joseph Dalton Hooker, och fick sitt nu gällande namn av V. Narayanaswami och Norman Loftus Bor. Saccharum sikkimense ingår i släktet Saccharum och familjen gräs. Inga underarter finns listade i Catalogue of Life.